# توري دي دون ميغويل
بلدية توري دي دون ميغويل (بالإسبانية: Torre de Don Miguel)‏، هي بلدية تقع في مقاطعة قصرش والتي تقع في منطقة إكستريمادورا، غرب إسبانيا.
يبلغ عدد سكانها 638 نسمة وفقاً لإحصائية سنة (2002).